# پل محمدحسن‌خان
پل محمدحسن‌خان پلی قدیمی است که از روی رودخانه بابلرود در شهر بابل می‌گذرد. این پل از آثار دوره زندیه است که به جای پل قدیمی‌تری ساخته شده‌است. به نوشته تاریخ بیهقی، در دوره غزنوی در این محل پلی چوبی وجود داشته‌است، که به نوشته تاریخ طبرستان ابن اسفندیار، بعدها به دستور نصیرالدوله شاه غازی (۵۵۸-۵۳۶ هجی قمری) «زر به خروارها ریخته شد و پارو در میان زد و … پلی از خشت و آهک بنا کردند».
این پل در ۲ کیلومتری مرکز شهر بابل و در جنوب قرار دارد و اطراف آن متشکل از ۵ محله شامل شهرک شهید چمران، شهرک فرهنگیان، محله سرپل محمدحسن‌خان بخش دو و سه و محله سرپل محمدحسن‌خان بخش مرکزی است.
در اوایل حکمرانی کریم‌خان زند، به سال ۱۱۴۶، محمدحسن‌خان قاجار پدر آغامحمدخان قاجار، که شهر بارفروش (شهر بابل فعلی) و سایر نقاط مازندران را تصرف کرده و در جنگ بر کریم‌خان زند پیروز شده‌بود به پاس قدردانی از مردم بابل، با صرف هزینه ۱۲۰۰۰ تومان بر روی رودخانه بابل پل بزرگی احداث کرد که تا امروز باقی مانده و به پل محمدحسن‌خان معروف است. این پل دارای هفت چشمه (طاق) اصلی و دو چشمه فرعی است که ارتفاع آن از بستر رودخانه ۱۱ متر است. این پل با طول ۱۴۰ متر و عرض ۶ متر، یکی از پل‌های مهم استان از نظر مسائل اقتصادی و ارتباطی به‌شمار می‌آید.
تا سال ۱۳۴۳ارتباط بابل و آمل از طریق همین پل ممکن بود تا اینکه در همین سال راه جدیدی که از سوی غرب شهر آغاز می‌شد ساخته شد، اما با این که سالیان زیادی از قدمت این پل می‌گذرد کماکان پابر جاست و ماشین‌های سنگین از آن عبور می‌کنند، که این امر با خود انتقادهایی را هم به دلیل صدماتی که می‌تواند به این اثر ملی وارد کند به همراه داشته‌است. هم اکنون از این پل هیچ ماشینی عبور نمی کند و با ساخت مجسمه هایی به یاد قدیم و عبور اسب ها از این به بعد این مکان تنها محل پیاده رو شده است و حتی عبور ماشین های سنگین از زیر ان نیز ممنوع است.  به گزارش خبرگزاری ایرنا در تاریخ ۱۴۰۲/۰۹/۱۱ به دلیل حفاری غیر مجاز جویندگان گنج حفره ای بزرگ در زیر یکی از پایه های پل ایجاد شده که در نتیجه بیم تخریب پل احساس میشود
به همین منظور و به دلیل قابلیت عبور تنها یک باند سواره‌رو و ترافیک سنگین بر روی پل محمدحسن‌خان و به دلیل حجم ترافیک سنگین در محور قدیم بابل به آمل چندی پیش معاونت ساخت و توسعه راه‌های وزارت راه و ترابری تصمیم به ایجاد پلی بتنی یک‌طرفه در کنار پل قدیمی موجود گرفت، که اکنون در حال استفاده می‌باشد.
این پل بزرگ‌ترین راه ارتباطی بخش‌های گتاب، بندپی شرقی و بندپی غربی شهرستان بابل نیز می‌باشد. این پل پیش از این یک‌بار به وسیلهٔ رضاشاه پهلوی مرمت شده‌است. یکی از موارد شاخص این پل معماری صفوی بنا و استفاده از سفیده تخم‌مرغ (البته به گفته برخی زرده تخم‌مرغ و ساروج) در ساخت آن است. این اثر در تاریخ ۲۲ اردیبهشت ۱۳۵۶ با شمارهٔ ثبت ۱۴۱۴ به‌عنوان یکی از آثار ملی ایران به ثبت رسیده‌است.

## پل سوم
این پل در اسفند۱۳۹۴ روز منتهی به سال جدید یعنی سال۱۳۹۵ افتتاح رسمی شد و در حال حاضر رفت آمد خودروها از روی این پل متوقف شده‌است و با تلاش شهرداری بابل امکاناتی برای بازدید عموم از این پل فراهم شده‌است؛ که البته با آمدن باران شدید مجبور به برداشتن داربست‌ها شدند

## جستارهای وابسته

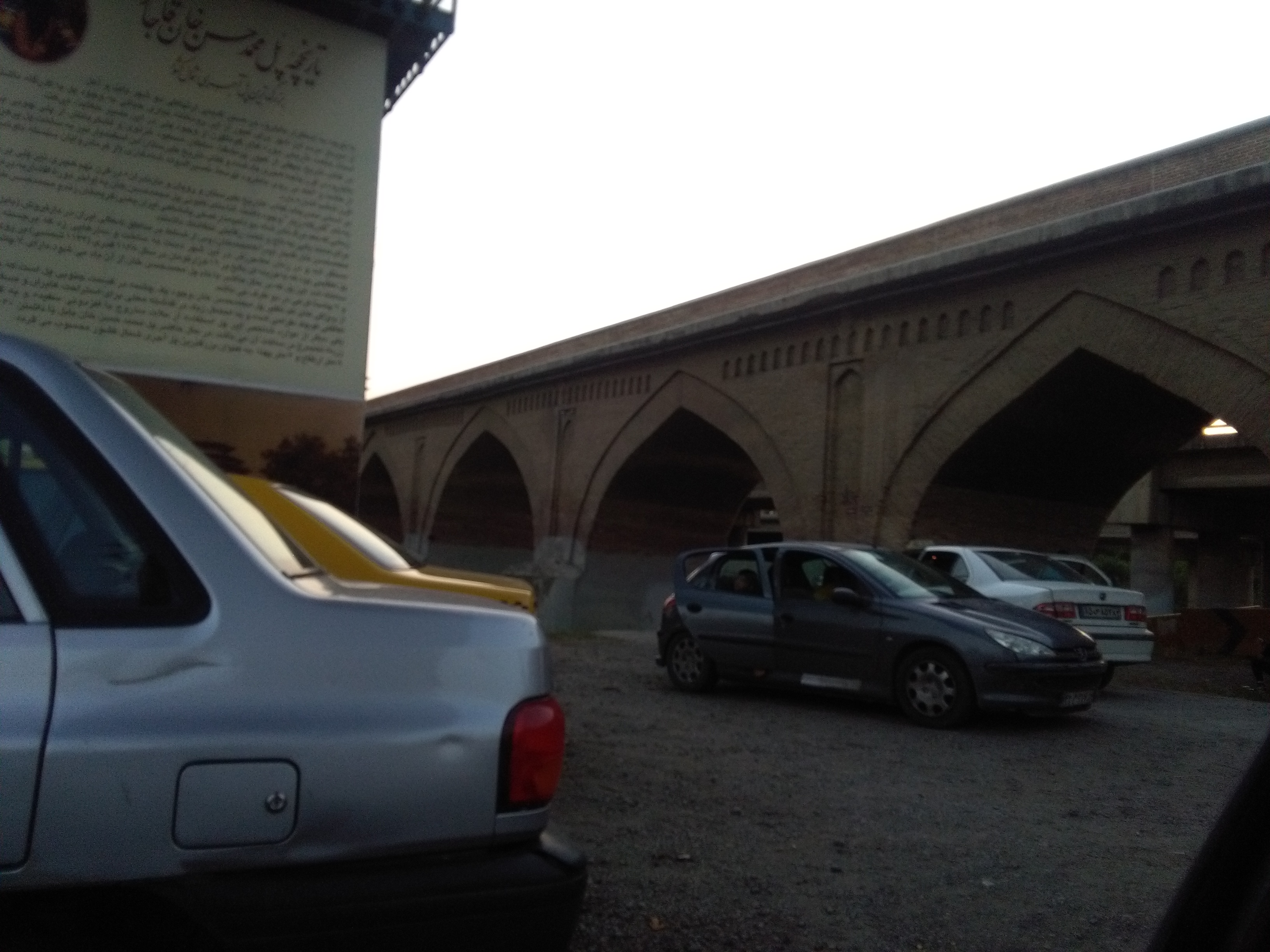
تصویری از پل در 1400/3/7